# أرض لوكا

الدويلات التي شكلها شعب لوكا (أسفل اليسار) كانت تقع في جنوب غرب الأناضول / آسيا الصغرى.

مصطلح أرض لوكا أو لوقا في نصوص اللغة الحثية من الألفية الثانية ق.م، هو مصطلح جماعي للدول التي شكلها شعب لوكا في جنوب غرب الأناضول (تركيا الحديثة). لم يتمكن الحيثيون من إخضاع اللوكيين لفترة طويلة أبدًا، ولكن كانوا ينظرون إليهم بشكل عام بأنهم أعداء. من المقبول عمومًا أن الاسم الجغرافي لوكا في العصر البرونزي مشابه لليكيا في العصور الكلاسيكية القديمة (القرن الثامن ق.م إلى القرن الخامس م).
هناك نوعان من الفرضيات المختلفة فيما يتعلق بمساحة أراضي لوكا. أيد تريفور بريس فرضية الحد الأقصى، الذي يناقش تكرار كلمة لوكا في نصوص العصر البرونزي. «من تلك النصوص يمكننا أن نستنتج أراضي لوكا المشار إليها في المناطق الممتدة من الطرف الغربي من بامفيليا عبر ليكاونيا وبيسيديا وليكيا». أما فرضية الحد الأدنى فأيدها إيليا ياكوبوفيتش، الذي استنتج بناءً على تحليل الأدلة النصية: «[نحن] نمتلك الحجج اللغوية الإيجابية لوجود مستوطنات لوكية من العصر البرونزي في ليكيا الكلاسيكية، ولكن ليس في أي مكان آخر في آسيا الصغرى أو ما بعده». بشكل صحيح قد تشير تلك المنطقة إلى المنطقة الجنوبية والمفتوحة من شبه جزيرة تيكي المرتبطة بسلسلة صغيرة من الجبال تمتد من باباداغ إلى جبل تهتلي كما وصفها سترابو؛ تمنح سهول ليكاونيا للدلالات المتعلقة بالأراضي المفتوحة (خاصة عندما تكون متجاورة أو مرتبطة بالجبال). من الناحية اللغوية يمكن اشتقاق أرض لوكا في نهاية المطاف من المصطلح المعاد بناؤه في لغة هندوأوروبية بدائية "lowk-ó-s" ("الفضاء المفتوح").
قاتل جنود من لوكا مع الجانب الحثي في معركة قادش الشهيرة (حوالي 1274 ق.م) ضد رمسيس الثاني. وبعد قرن من الزمان انقلب اللوكيون ضد الحيثيين. حاول الملك الحثي سوبليوليوما الثاني هزيمة لوكا دون جدوى. وقد ساهموا في انهيار الدولة الحيثية.
تُعرف لوكا من النصوص في مصر القديمة أيضًا بأنها إحدى قبائل شعوب البحر، الذين غزوا مصر وشرق البحر الأبيض المتوسط في القرن الثاني عشر ق.م.

## وصلات خارجية
- خريطة ليقيا
- شعب اللوكا مع شعوب البحر والبلستيون